# Elena Varzi
Elena Varzi n. 27 februarie 1920, Roma, Regatul Italiei – d. 1 septembrie 2014, Sperlonga, Lazio, Italia(n. 21 decembrie 1926, Roma - d. 1 septembrie 2014, Sperlonga) a fost o actriță italiană. 
A fost soția actorului Raf Vallone și mama lui Eleonora, Arabella și Saverio Vallone. 

## Filmografie
- 1949 È primavera, regia Renato Castellani
- 1950 Suflete zbuciumate (Il cammino della speranza), regia Pietro Germi
- 1951 Il Cristo proibito, regia Curzio Malaparte
- 1952 Roma, orele 11 (Roma ore 11), regia Giuseppe De Santis
- 1952 Uomini senza pace, regia José Luis Sáenz de Heredia
- 1952 Delirio, regia Pierre Billon și Sergio Capitani
- 1953 Gli eroi della domenica, regia Mario Camerini
- 1954 Siluri umani, regia Antonio Leonviola
- 1999 Toni, regia Philomène Esposito